# 脉花党参
脉花党参（学名：Codonopsis nervosa）是桔梗科党参属的植物，为中国的特有植物。分布于中国大陆的四川、甘肃、青海、西藏等地，生长于海拔3,300米至4,500米的地区，一般生长在阴坡林缘草地中，目前尚未由人工引种栽培。

## 异名
- Codonopsis nervosa (Chipp.) Nannf. var. macrantha (Nannf.) Hong et L. M. Ma